# Dialogues des Carmélites (Poulenc)
Dialogues des Carmélites (Diàlegs de Carmelites) és una òpera en tres actes, composta per Francis Poulenc basada en un text de Georges Bernanos, en francès.
L'origen del llibret es troba en el relat L'última del patíbul de Gertrud von Le Fort, inspirat en una història verídica d'un grup de carmelites guillotinades a la place du Trône, i anomenades les Carmelites de Compiègne.
L'òpera es va interpretar per primera vegada en italià en La Scala de Milà el 26 de gener de 1957; l'estrena de la versió original francesa va tenir lloc el 21 de juny del mateix any a l'Opéra de Paris.

## Sinopsi argumental
Lloc: París, convent carmelita de Compiègne
Temps: entre els anys 1789 i 1792.

### Acte I
Blanche de la Force, jove aristòcrata patològicament tímida decideix, davant dels continus tumults de la Revolució Francesa, retirar-se del món i ingressar en un convent. L'anciana Priora li adverteix que l'Orde Carmelita no és un refugi, sinó que les monges tenen el deure de guardar l'Orde, sense buscar cap altre camí. En el convent, l'alegre sor Constance li conta a Blanche que ha tingut un somni en què elles dos morien juntes i dins de poc de temps i això consterna a Blanche. La Priora, que està agonitzant, demana per Blanche a la mare Marie; se sent aterrida davant de la seva pròxima mort, i crida en el seu deliri que, malgrat els llargs anys que ha dedicat a Déu, Ell l'ha abandonat. Blanche i la mare Marie queden impressionades per la mort de l'anciana Priora.

### Acte II
Constance i Blanche parlen de la mort de la priora. Constance comenta que la gran por a morir en l'anciana li va semblar indigna.
El germà de Blanche, el Cavaller de la Force, arriba per a comunicar-li que son pare considera que ha de deixar el convent, ja que no hi estarà protegida, en ser un membre de la noblesa i a més del clero. Però Blanche rebutja la proposta, al·legant que ha trobat la felicitat en l'orde carmelita. Més tard, ella admet davant de la mare Marie que és la por, o la por a la por, com diu el seu germà, el que li impedeix anar-se'n.
El capellà anuncia que li han prohibit que predique, en no haver jurat la Constitució civil del clero. Les monges comenten que és el Terror el que ara regeix el país, i ningú no gosa defensar els sacerdots. La germana Constance es pregunta si no queden homes que puguen defensar el país, a la qual cosa la nova priora li contesta que allà on falten sacerdots, els màrtirs sobreabundaran. La mare Marie diu que només els màrtirs salvaran França, però la mare priora la corregeix: no poden ser màrtirs voluntàriament, el martiri és un regal de Déu.
Entra el comissari 1r i anuncia que l'Assemblea Legislativa ha nacionalitzat el convent i les seues propietats, i que les monges han d'abandonar els seus hàbits. Quan la mare Marie consent, l'oficial la insulta per estar tan impacient per vestir-se com la resta de les persones. Ella li replica que les monges continuaran servint, sense importar la seua vestimenta. "Al poble no li calen criats", proclama l'oficial amb altivesa. "No, però té gran necessitat màrtirs", respon la mare Marie. "En temps com els actuals, la mort no és res", diu ell. "La vida no és res", contesta ella, "quan està tan degradada".

### Acte III
En absència de la nova Mare Superiora, la mare Marie proposa que les monges elegisquen el martiri. No obstant això, totes han d'estar d'acord, o la mare Marie no insistirà. Hi ha un vot secret que dissenteix del martiri, i la germana Constance diu que és ella qui ha votat en contra del martiri, i que ara ha canviat d'opinió. Blanche escapa del convent. La mare Marie la troba en la biblioteca de son pare. Son pare ha estat guillotinat i han obligat a Blanche a servir als seus antics criats.
Detenen totes les monges i les condemnen mort. La mare Marie es trobava lluny. El capellà li diu a la mare Marie que no pot contradir Déu i dirigir-se voluntàriament al martiri unint-se als altres a la presó. Les monges pugen al cadafal cantant Salve Regina, amb dignitat i sense temor. En l'últim moment, Blanche, que estava amagada entre la multitud, apareix, davant de l'alegria de Constance. Però ella també puja a la guillotina, mentre canta els últims versos del Veni Creator: Deo Patri sit gloria.

## Valoració

### Llibret
El llibret es basa en l'obra teatral del mateix nom, de G. Bernanos, basada al seu torn en la novel·la Die Letze am Schafott (L'última del patíbul), de Gertrud Von le Fort, i en un guió cinematogràfic de Philippe Agostini i el reverend Raymond Bruckberger. Tant la novel·la de Von Le Fort com el guió cinematogràfic estaven inspirats en les Memoires de sor Marie de l'Incarnation, testimoni dels esdeveniments. La història de Von le Fort recull una sèrie de fets històrics que van ocórrer en un convent de carmelites a Compiègne durant la Revolució Francesa, que van acabar amb l'execució de les monges, guillotinades en Grève durant el període del Terror.
Algunes fonts indiquen a Emmet Lavery com a llibretista o co-llibretista, però altres només indiquen "Amb permís d'Emmet Lavery." d'acord amb un article escrit per Ivry, citat més avant, Lavery tenia els drets teatrals de la història, i seguint el consell legal sobre drets d'autor, el seu nom havia de mencionar-se en relació amb totes les representacions escèniques.
Es tracta d'un llibret inusualment profund en el seu estudi psicològic dels caràcters divergents de la mare Marie de l'Incarnation i Blanche de la Force.

### Estrena
L'any 1953, M. Valcarenghi es va adreçar a Poulenc per a encarregar-li un ballet per a la Scala; Poulenc no es va sentir molt inspirat per aquesta comanda, per la qual cosa Valcarenghi li va suggerir, en el seu lloc, el guió de Georges Bernanos, basat en la novel·la Die Letzte am Schafott. La seua religiositat el va impulsar a compondre sobre aquesta obra.
L'òpera va ser estrenada amb les veus de: 
- Blanche de la Force, Virginia Zeani
- Madame de Croissy (anciana priora), Gianna Pederzini
- Sor Constance de St. Denis, Eugenia Ratti
- Mare Marie de l'Incarnation, Gigliola Frazzoni
- Madame Lidoine (la nova priora), Leyla Gencer
- Cavaller de la Force, Alvinio Misciano[1]

Es va interpretar per primera vegada en versió italiana en La Scala de Milà el 26 de gener de 1957, amb direcció de Nino Sanzogno. L'estrena de la versió original francesa va succeir el 21 de juny del mateix any en el Théâtre National de l'Opéra de París, actualment, l'Opera National de Paris.
A Espanya es va estrenar en el Gran Teatre del Liceu de Barcelona el 28 de gener de 1959. En el Teatre Real de Madrid es va representar per primera vegada el 8 de juny de 2006.

### Música
Els Diàlegs de carmelites van contribuir a la reputació de Poulenc com a compositor especialment dotat per a la música vocal. La protagonista és la veu humana. Els diàlegs són en la seua majoria recitatius, amb una línia melòdica que segueix molt de prop el text.
Poulenc, amb gran capacitat dramàtica, caracteritza psicològicament els distints personatges a través de la música.
Els profunds sentiments religiosos de l'autor resulten particularment evidents en el magnífic cant a cappella de l'Ave Maria en l'Acte II, Escena II, i en l'Ave verum corpus de l'Acte II, Escena IV. En aquests cors se sent l'eco de la música sacra barroca.

## Discografia
- La gravació original és considerada per alguns la millor versió d'àudio, amb direcció de Pierre Dervaux, amb D. Duval, D. Charley, R. Crespin, R. Gorr, L. Berton, P. Finel, X. Depraz i l'Orquestra i cor de l'Òpera de París (1957, EMI)

- Una altra gravació és dirigida per K. Nagano amb C. Dubosc, R. Gorr, R. Yakar, M. Dupuy, B. Fournier, J.-L. Viala, J. Van Dam. Orquestra i cor de l'Òpera de Lió (Virgin classics).

- La popularitat de Diàlegs de carmelites sembla anar en augment. Estan disponibles dues produccions televisives en DVD, la més recent de 1999: Dialogues des Carmélites, dirigides per Kent Nagano.